# Försvarsmaktens grundutbildningsmedalj
Försvarsmaktens grundutbildningsmedalj (FMGUSM), tidigare Försvarsmaktens värnpliktsmedalj (FMvplSM), är en medalj för de svenskar som fullgjort värnplikt mellan år 1901 och 2011 med godkänt betyg samt med godkända betyg genomfört militär grundutbildning enligt de nya bestämmelserna gällande fr.o.m. 2016.

## Bakgrund
Den instiftades den 16 augusti 2002 av överbefälhavaren och kan även utdelas postumt. Den som fullgjort värnplikt före medaljens instiftan med godkänt resultat äger rätt att bära medaljen genom privat införskaffande hos tillverkare. I samband med att den allmänna värnplikten blev vilande beslutade Försvarsmakten att med verkan från den 30 juni 2010 förklara medaljen vilande .
Sedan den nya militära grundutbildningen införts enligt bestämmelser gällande från 1 januari 2016 beslutade överbefälhavaren i juni 2016 att återinföra värnpliktsmedaljen under nytt namn och att den även skall tilldelas de som fullgjort den nya grundutbildningen med godkända betyg. Likaså beslutade överbefälhavaren att även de som fullgjort frivillig militär utbildning t.o.m. utgången av 2011 skall ha rätt till medaljen. 
Medaljen är i försilvrat brons av 8:e storleken. Dess åtsida visar Försvarsmaktens heraldiska vapen samt texten "För rikets försvar" runt ytterkanten. Frånsidan har en lagerkrans runt ytterkanten och förses med utbildningsförbandets kortnamn och årtal. Medaljen bärs på vänster sida av bröstet i blått band med ett gult band på mitten.
Grundutbildningsmedaljen faller inom Kategori I. Övriga officiella medaljer i bärandeordningen.